# 唐璈
唐墩，又稱唐璈，贵州貴定人，清政治人物、進士出身。
康熙五十二年（1713年）清聖祖六旬癸已恩科進士，三甲一百二十三名，后官知縣。